# Otto Winzer
Otto Winzer (ur. 3 kwietnia 1902 w Berlinie, zm. 3 marca 1975 w Berlinie Wschodnim) – niemiecki działacz partyjny i państwowy, minister spraw zagranicznych NRD (1965–1975). 

## Życiorys
Z zawodu był zecerem. W 1919 przystąpił do Komunistycznej Partii Niemiec, należał także do Komunistycznej Partii Austrii i WKP(b). Po dojściu nazistów do władzy przebywał we Francji, następnie w Związku Radzieckim, gdzie pracował dla Międzynarodówki Komunistycznej, a także był tłumaczem i redaktorem w Wydawnictwie Literatury Obcojęzycznej. W 1943 zaangażował się w działalność w Komitecie Narodowym Wolnych Niemiec (Nationalkomitee Freies Deutschland). Od 1944 wykładał w Szkole Partyjnej KPD. 
Po powrocie do Niemiec był zatrudniony w magistracie berlińskim. Od 1946 działał w SED, pełniąc funkcję szefa Wydziału Kultury i Wychowania Centralnego Sekretariatu SED, od 1947 dyrektora Wydziału Prasy, Radia i Informacji Komitetu Centralnego. 
W 1949 przez krótki okres był zastępcą redaktora naczelnego Neues Deutschland, następnie sekretarzem i szefem kancelarii Wilhelma Piecka (do 1956) oraz wiceministrem spraw zagranicznych NRD (1956–1965). W 1965 objął funkcję ministra tego resortu, którą sprawował do śmierci. Był jednocześnie deputowanym Izby Ludowej. Z racji sprawowanych funkcji był „skoszarowany” w partyjno-rządowym osiedlu kierownictwa NRD wokół Majakowskiring w Berlinie-Pankow. 
Został odznaczony m.in. Orderem Karla Marksa (1962) oraz dwukrotnie Złotym Orderem Zasługi dla Ojczyzny (1955 i 1972).
Został pochowany w Miejscu Pamięci Socjalistów na Centralnym Cmentarzu Friedrichsfelde w dzielnicy Berlin-Lichtenberg. Jego imieniem nazwano Wyższą Szkołę Oficerską Narodowej Armii Ludowej dla Zagranicznych Kadr Wojskowych (Offiziershochschule für ausländische Militärkader „Otto Winzer“) w Prora na wyspie Rugia oraz obecną Mehrower Allee w dzielnicy Berlin-Marzahn.